# Trithemis fumosa
Trithemis fumosa är en trollsländeart som beskrevs av Elliot C.G. Pinhey 1962. Trithemis fumosa ingår i släktet Trithemis och familjen segeltrollsländor. IUCN kategoriserar arten globalt som otillräckligt studerad. Inga underarter finns listade i Catalogue of Life.